# Водосховища Херсонської області
Водосховища Херсонської області — водосховища, які розташовані на території Херсонської області (в адміністративних районах і басейнах річок) — без «транзитного» Каховського водосховища.
На території Херсонської області налічується — 15 водосховищ, загальною площею понад — 13743 га, з повним об'ємом — 138,3 млн м³.

## Загальна характеристика
Територія Херсонської області становить 28,5 тис. км² (4,7 % території України). Вона розташована в межах басейнів Дніпра (40 % території області), річок Причорномор'я (31 %) і Приазов'я (29 %).
На рівнинних територіях півдня та сходу області розташовано значні за площею безстічно-подові ділянки, поверхневий стік з яких у гідрографічну мережу відсутній. Найбільший за площею безстічний район розташовано між Дніпром та Сивашем. Тут виділяються поди (западини) — Зелений, Чорна долина, Барнашевський, Чапельський (останній має довжину 5 км, ширину 3 км і глибину 6-7 м). Весною поди наповнюються водою, яка влітку може висихати.
Гідрографічна мережа Херсонської області включає одну велику річку Дніпро (довжина в межах області 110 км) з Каховським водосховищем (з площею в межах області 68,9 тис. га), середню річку — притоку Дніпра — Інгулець (180 км).
В Херсонській області функціонує 15 водосховищ з повним об'ємом 138,3 млн м³. З них 2 — об'ємом понад 10 млн м³. Цільове призначення водосховищ — комплексне використання, риборозведення, зрошення, захист Сиваша.

## Наявність водосховищ (вдсх) у межах адміністративно-територіальних районів Херсонської області[1]
| Район, місто           | Кількість вдсх, шт. | Площа вдсх, га | Об'єм вдсх — повний, млн м³ | Об'єм вдсх — корисний, млн м³ | В оренді, шт. | В оренді, га |
| ---------------------- | ------------------- | -------------- | --------------------------- | ----------------------------- | ------------- | ------------ |
| Бериславський          | -*                  | -              | -                           | -                             | -             | -            |
| Білозерський           | -                   | -              | -                           | -                             | -             | -            |
| Великолепетиський      | -                   | -              | -                           | -                             | -             | -            |
| Великоолександрівський | -                   | -              | -                           | -                             | -             | -            |
| Верхньорогачицький     | -                   | -              | -                           | -                             | -             | -            |
| Високопільський        | -                   | -              | -                           | -                             | -             | -            |
| Генічеський            | 1                   | 4490           | 38,8                        | 22,3                          | -**           | -            |
| Голопристанський       | -                   | -              | -                           | -                             | -             | -            |
| Горностаївський        | -                   | -              | -                           | -                             | -             | -            |
| Іванівський            | -                   | -              | -                           | -                             | -             | -            |
| Каланчацький           | 1                   | 271            | 2,1                         | 1,4                           | -             | -            |
| Каховський             | 3                   | 562            | 9,8                         | 7,1                           | 2302          | -            |
| Нижньосірогозький      | -                   | -              | -                           | -                             | -             | -            |
| Нововоронцовський      | -                   | -              | -                           | -                             |               |              |
| Новотроїцький          | 10                  | 8420           | 87,6                        | 35,4                          | 4             | 1304         |
| Скадовський            | -                   | -              | -                           | - —                           | -             |              |
| Цюрупинський           | —                   | -              | -                           | -                             | -             |              |
| Чаплинський            |                     | -              | -                           | -                             | -             | -            |
| Разом                  | 13                  | 13743          | 138,3                       | 66,2                          | -             | -            |

Примітки: -* — немає водосховищ на території району;
-* — немає водосховищ, переданих в оренду.

## Наявність водосховищ (вдсх) у межах основнихрайонів річкових басейнівна території Херсонської області[1]
| Район річкового басейну | Кількість вдсх, шт. | Площа вдсх, га | Об'єм вдсх — повний, млн м³ | Об'єм вдсх — корисний, млн м³ | В оренді, шт. | В оренді, га |
| ----------------------- | ------------------- | -------------- | --------------------------- | ----------------------------- | ------------- | ------------ |
| Дніпра, у тому числі    | 3                   | 562            | 9,8                         | 7,1                           | 2             | 302          |
| Річки Причорномор'я     | 1                   | 271            | 2,1                         | 1,4                           | 1             | 271          |
| Річки Приазов'я         | 11                  | 12910          | 126,4                       | 57,7                          | 4             | 1304         |
| Разом                   | 15                  | 13743          | 138,3                       | 66,2                          | -             | —            |

В межах району річкового басейну Дніпра розташовано 16 % водосховищ Херсонської області, річок Причорномор'я — 0,07 %. річок Приазов'я — 73,3 %.

## Наявність водосховищ (вдсх) об'ємом понад 10млн м³ на території Херсонської області[1]
| Назва водосховища, річки (басейну) | Місцезнаходження вдсх (населений пункт, район)           | Площа вдсх, га | Об'єм вдсх — повний, млн м³ | Об'єм вдсх — корисний, млн м³ |
| ---------------------------------- | -------------------------------------------------------- | -------------- | --------------------------- | ----------------------------- |
| Сергіївське, Сиваш (Азовське море) | с. Сергіївка, Новотроїцький                              | 6176           | 63,0                        | 19,0                          |
| Ярошинське                         | Новодмитрівська та Чонгарська сільські ради, Генічеський | 4490           | 38,8                        | 22,3                          |